# Menophra grummi
Menophra grummi är en fjärilsart som beskrevs av Alphéraky 1888. Menophra grummi ingår i släktet Menophra och familjen mätare. Inga underarter finns listade i Catalogue of Life.